# 페어차일드 채널 F

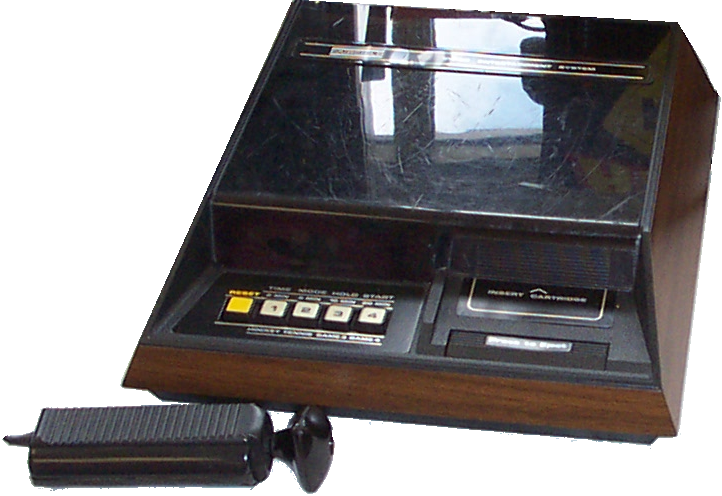
페어차일드 채널 F

페어차일드 채널 F(Fairchild Channel F)는 페어차일드 세미컨덕터(Fairchild Semiconductor)에서 1976년 8월 발매한 가정용 게임기로 마그나복스 오디세이에 이어 두 번째 카트리지 방식의 게임기이다. 오디세이의 카트리지가 단순한 점퍼 조합이었던 것에 비해 채널 F는 롬 카트리지로서 2세대 가정용 게임기의 시초라 볼 수 있다. 발매 당시 가격은 169.95$였다.

## 채널 F
채널 F는 나중에 인텔을 창립한 로버트(Robert Noyce)가 개발한 Fairchild F8 CPU를 탑재하였고 아주 기초적인 그래픽 성능을 보여 주었으나 퐁에 비하면 한 단계 더 발전한 것이었다. 그리고 사운드는 본체에 내장된 스피커로 출력되었다.
채널 F의 게임은 총 26종의 카트리지가 발매되었는데 그 중에 몇 가지는 하나의 카트리지에 하나 이상의 게임이 있는 경우도 있었으며 보통 19.95 달러에 판매되었다.

## 채널 F 시스템 II
페어차일드는 아타리와 경쟁하기 위해 채널 F 시스템 II를 개발하기 시작했다. 채널 F와의 차이점은 현대적인 단순한 케이스와 고정되었던 컨트롤러가 분리할 수 있게 되었고 이전에는 본체의 내장 스피커에서 나오던 소리가 시스템 II에서는 텔레비전으로 출력되었다. 하지만 첫 번째 비디오 게임 충돌의 영향으로 페어차일드는 비디오 게임 시장에서 철수하게 된다.
1979년에 Zircon International은 채널 F 사업을 인수해 채널 F 시스템 II를 출시하지만 고작 6개의 게임만을 출시하고는 단종되었다.
또 유럽 업체의 라이선스 게임기로 스웨덴의 Luxor Video Entertainment System, 영국의 Adman Grandstand, 독일의 Saba Videoplay와 Nordmende Teleplay, ITT Tele-Match Processor가 있다.

## 사양
- CPU : 페어차일드 F8 1.79MHz (PAL: 2.22MHz)
- RAM: 64 바이트, 2킬로바이트 VRAM (2×128×64 비트)
- 해상도: 128*64, 102*58, 8색(라인당 최고 4색)
- 사운드: 500Hz, 1kHz, 1.5kHz 3가지 톤(tone)
- 2개의 컨트롤러
- 컴포지트 비디오 출력(RF모듈)